# Chloraea tectata
Chloraea tectata är en orkidéart som beskrevs av Pierfelice Ravenna. Chloraea tectata ingår i släktet Chloraea och familjen orkidéer. Inga underarter finns listade i Catalogue of Life.